# Era (Elvenking)
Era è il settimo album in studio del gruppo musicale folk/power metal italiano Elvenking, pubblicato nel 2012 dalla AFM Records.

## Tracce
1. The Loser – 4:58
2. I Am the Monster (ft. Jon Oliva) – 5:12
3. Midnight Skies, Winter Sighs – 4:34
4. A Song for the People – 1:45
5. We, Animals – 4:07
6. Through Wolf's Eyes – 3:19
7. Walking Dead – 3:44
8. Forget-Me-Not – 5:40
9. Poor Little Baroness – 5:19
10. The Time of Your Life – 4:20
11. Chronicle of a Frozen Era – 6:41
12. Ophale – 2:46
13. Grey Inside (Bonus della versione digipack) – 4:51
14. I Am The Monster - Only Damna's Voice (Bonus della versione digipack) – 5:12
15. Khanjar (Bonus della versione deluxe di iTunes) – 4:27

## Formazione
- Damnagoras - voce
- Aydan - chitarra, voce
- Rafahel - chitarra
- Jakob - basso
- Lethien - violino
- Symohn - batteria

### Ospiti
- Jon Oliva - voce su "I Am The Monster" e "Forget-Me-Not"
- Netta Dahlberg - voce su "A Song for the People" e "Forget-Me-Not"
- Teemu Mäntysaari (Wintersun) - chitarra su "Walking Dead"
- Maurizio Cardullo (Folkstone) - cornamuse e flauti
- Tommaso Fracassi - viola
- Matteo De Anna - violoncello